# Weihnachtsgeschäft
Als Weihnachtsgeschäft bezeichnet man im Einzelhandel die Warenverkäufe in den Wochen vor Weihnachten. In Deutschland liegt diese Zeit traditionell meist in den letzten Monaten des Jahres, nämlich im November und Dezember. In einigen Einzelhandelsbereichen ist dies trotz der relativ kurzen Zeitspanne oftmals der verkaufsstärkste und damit auch der finanziell bedeutendste Zeitabschnitt des Jahres.

## Länderspezifische Besonderheiten

### Deutschland

#### Typische saisonale Produkte im Weihnachtsgeschäft
Manche Produkte wie Weihnachtsbäume, Christbaumschmuck und Weihnachtskrippen werden ausschließlich für Weihnachten produziert. Einige Einzelhändler wie Käthe Wohlfahrt haben sich auf solche Produkte rund um das Weihnachtsfest spezialisiert. Einen wesentlichen Wirtschaftsfaktor stellen in Deutschland auch die ca. 5000 Weihnachtsmärkte dar, deren gesamter jährlicher Umsatz auf 5 Milliarden Euro geschätzt wird. Dabei nimmt ein Geschenkehändler typischerweise in vier Wochen weniger als 10.000 Euro ein, während es ein Glühweinstand auf bis zu 100.000 Euro bringen kann.

#### Umsatz
Der jährliche Umsatz im deutschen Einzelhandel in diesen beiden umsatzstärksten Monaten beträgt seit 2000 etwa 70 Milliarden Euro. Speziell bei Spielwaren sowie bei Uhren und Schmuck entfallen auf das Weihnachtsgeschäft mehr als 25 % des Jahresumsatzes. In anderen Segmenten wie Parfümerie, Körperpflegemittel oder Bekleidung liegt dagegen der Anteil des Weihnachtsgeschäfts am Jahresumsatz zwischen 19 % und 20 % und damit nur knapp über dem Anteil von einem Sechstel des Jahresumsatz, den man im Falle einer Gleichverteilung des Umsatzes über die zwölf Kalendermonate erwarten würde. Das dritte Wochenende im Dezember ist häufig das umsatzstärkste des gesamten Jahres.

#### Sonderöffnungszeiten
Die besondere Rolle des Weihnachtsgeschäfts ist in Deutschland auch in der Entwicklung der gesetzlichen Regelungen zum Ladenschluss an Wochenenden ersichtlich. Von 1960 bis 1996 durften Geschäfte an den vier Samstagen im Advent bis 18 Uhr 30 geöffnet sein; an anderen Samstagen außer an den ersten Samstagen jedes Monats mussten sie bereits um 14 Uhr schließen. Nach der Föderalismusreform war die Regelung der Ladenöffnungszeiten Ländersache. Während die meisten Bundesländer eine Sonntagsöffnung im Dezember ausdrücklich untersagen, war sie in Berlin ausdrücklich erlaubt, bis das Bundesverfassungsgericht diese Bestimmung für verfassungswidrig erklärte.

#### Kritik der Kirchen
Christliche Kirchen kritisieren Ausmaß und Umfang des Weihnachtsgeschäfts. So kritisierte der Ratsvorsitzende der Evangelischen Kirche in Deutschland (EKD), Nikolaus Schneider 2010 den frühen Start des Einzelhandels: „Wenn der Einzelhandel schon Ende September in die Weihnachtszeit startet, geht etwas kaputt.“ Der Rhythmus des Jahres würde durchbrochen, der so wichtig sei wie die Jahreszeiten und die kirchlichen Feste. Es gäbe auch „eine stille, dunkle Jahreszeit“ und es sei gut, „dass wir uns dann mit unserer Endlichkeit, unserer Verwundbarkeit auseinandersetzen können“. Der Totensonntag sei da ein Schlusspunkt. „Wenn immer Shopping ist, wird alles zur Ware.“

### Frankreich
In Frankreich konzentriert sich das Weihnachtsgeschäft auf den Dezember, der im dortigen Einzelhandel der mit Abstand umsatzstärkste Monat ist.

### Vereinigte Staaten von Amerika (USA)
In den USA beginnt das Weihnachtsgeschäft („holiday shopping season“) traditionell am Black Friday, dem Tag nach Thanksgiving. Die Umsätze an diesem Tag gelten als wichtiger Konjunkturindikator. 2005 hat der amerikanische Einzelhandelsverband National Retail Federation den Marketing-Begriff des Cyber Monday eingeführt, der den Montag nach Thanksgiving bezeichnet. Dieser Tag soll das Weihnachtsgeschäft im Internet-Versandhandel einläuten.